# 圣马丹德朗
圣马丹德朗（法語：Saint-Martin-de-Lamps，法語發音：[sɛ̃ maʁtɛ̃ də lɑ̃]）是法国安德尔省的一个旧市镇，属于沙托鲁区。2016年，圣马丹德朗与市镇勒夫鲁合并为新的勒夫鲁。

## 地理
圣马丹德朗（46°59'26"N, 1°31'29"E）面积15.61 平方千米，位于法国中央-卢瓦尔河谷大区安德尔省，该省份为法国中部省份，北起卢瓦-谢尔省，西北接安德尔-卢瓦尔省，西南接维埃纳省，南至克勒兹省和上维埃纳省，东临谢尔省。
与圣马丹德朗接壤的市镇（或旧市镇、城区）包括：弗朗西永、弗雷迪耶、热埃、勒夫鲁、塞丰河畔穆兰、圣皮埃尔德朗。

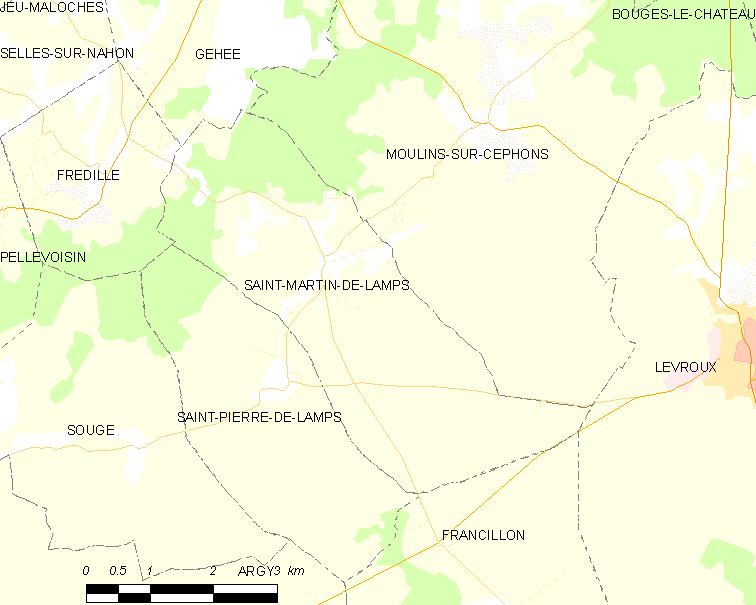
圣马丹德朗的OSM定位图

圣马丹德朗的时区为UTC+01:00、UTC+02:00（夏令时）。

## 行政
圣马丹德朗的邮政编码为36110，INSEE市镇编码为36201。

## 政治
圣马丹德朗所属的省级选区为勒夫鲁县。

## 人口

1962-2008年间圣马丹德朗人口变化图示

圣马丹德朗于2018年1月1日时的人口数量为150人。